# Copa Libertadores féminine 2010
Navigation
Édition précédente Édition suivante
La Copa Libertadores féminine 2010 est la deuxième édition de la Copa Libertadores féminine organisée par la CONMEBOL. La compétition se déroule dans les villes brésiliennes de Bauru et São Paulo, du 2 octobre 2010 au 17 octobre 2010.
Le Santos FC remporte le titre pour la deuxième année consécutive.

## Format
La coupe est jouée par dix équipes, provenant des dix pays membres de la CONMEBOL. Ces dix clubs sont séparés en deux groupes de cinq pour la première phase. Les deux premiers de chaque groupe se qualifient pour les demi-finales, les vainqueurs se retrouvant en finale tandis que les perdants se disputent un match pour la troisième place.

## Clubs participants
Dix clubs participent à la compétition.
| Pays      | Club                              |
| --------- | --------------------------------- |
| Argentine | CA Boca Juniors                   |
| Bolivie   | Club Florida                      |
| Brésil    | Santos FC                         |
| Chili     | CD Everton                        |
| Colombie  | Formas Íntimas                    |
| Équateur  | Deportivo Quito                   |
| Paraguay  | Universidad Autónoma de Asunción  |
| Pérou     | Universidad Particular de Iquitos |
| Uruguay   | CA River Plate                    |
| Venezuela | Caracas FC                        |

## Première phase
Les deux premiers de chaque groupe se qualifient pour les demi-finales. 

### Groupe 1
Tous les matchs du groupe 1 se jouent à Bauru du 2 au 11 octobre 2010.
| Rang | Équipe          | Pts | J | G | N | P | Bp | Bc | Diff |  | Résultats (▼ dom., ► ext.) |  |     |     |     |     |
| ---- | --------------- | --- | - | - | - | - | -- | -- | ---- |  | -------------------------- |  | --- | --- | --- | --- |
| 1    | Santos FC       | 12  | 4 | 4 | 0 | 0 | 22 | 0  | +22  |  | Santos FC                  |  | 7-0 | 9-0 | 2-0 | 4-0 |
| 2    | Deportivo Quito | 7   | 4 | 2 | 1 | 1 | 3  | 8  | -5   |  | Deportivo Quito            |  |     | 1-1 | 1-0 | 1-0 |
| 3    | CA River Plate  | 4   | 4 | 1 | 1 | 2 | 4  | 15 | -11  |  | CA River Plate             |  |     |     | 1-4 | 2-1 |
| 4    | Caracas FC      | 3   | 4 | 1 | 0 | 3 | 5  | 7  | -2   |  | Caracas FC                 |  |     |     |     | 1-3 |
| 5    | Formas Íntimas  | 3   | 4 | 1 | 0 | 3 | 4  | 8  | -4   |  | Formas Íntimas             |  |     |     |     |     |

### Groupe 2
Tous les matchs du groupe 2 se jouent à Bauru du 4 au 12 octobre 2010.
| Rang | Équipe          | Pts | J | G | N | P | Bp | Bc | Diff |  | Résultats (▼ dom., ► ext.) |  |     |     |     |      |
| ---- | --------------- | --- | - | - | - | - | -- | -- | ---- |  | -------------------------- |  | --- | --- | --- | ---- |
| 1    | CD Everton      | 10  | 4 | 3 | 1 | 0 | 18 | 2  | +16  |  | CD Everton                 |  | 1-1 | 2-1 | 6-0 | 9-0  |
| 2    | CA Boca Juniors | 8   | 4 | 2 | 2 | 0 | 19 | 5  | +14  |  | CA Boca Juniors            |  |     | 2-2 | 4-1 | 12-1 |
| 3    | UA Asunción     | 7   | 4 | 2 | 1 | 1 | 16 | 5  | +11  |  | UA Asunción                |  |     |     | 6-1 | 7-0  |
| 4    | Club Florida    | 3   | 4 | 1 | 0 | 3 | 4  | 17 | -13  |  | Club Florida               |  |     |     |     | 2-1  |
| 5    | UP Iquitos      | 0   | 4 | 0 | 0 | 4 | 2  | 30 | -28  |  | UP Iquitos                 |  |     |     |     |      |

## Phase finale
La phase finale se joue à São Paulo du 15 au 17 octobre 2010.
|  | Demi-finales                | Demi-finales                |                        |   | Finale                      | Finale                      |
|  | Demi-finales                | Demi-finales                |                        |   | Finale                      | Finale                      |
|  |                             |                             |                        |   |                             |                             |
|  | 15 octobre 2010 à São Paulo | 15 octobre 2010 à São Paulo |                        |   | 17 octobre 2010 à São Paulo | 17 octobre 2010 à São Paulo |
|  | 15 octobre 2010 à São Paulo | 15 octobre 2010 à São Paulo |                        |   | 17 octobre 2010 à São Paulo | 17 octobre 2010 à São Paulo |
|  | CD Everton                  | 0 (5)                       |                        |   | 17 octobre 2010 à São Paulo | 17 octobre 2010 à São Paulo |
|  | CD Everton                  | 0 (5)                       |                        |   | 17 octobre 2010 à São Paulo | 17 octobre 2010 à São Paulo |
|  | Deportivo Quito             | 0 (4)                       |                        |   | 17 octobre 2010 à São Paulo | 17 octobre 2010 à São Paulo |
|  | Deportivo Quito             | 0 (4)                       | CD Everton             | 0 |                             |                             |
|  | 15 octobre 2010 à São Paulo |                             | CD Everton             | 0 |                             |                             |
|  |                             | Santos FC                   | 1                      |   |                             |                             |
|  | Santos FC                   | Santos FC                   | 1                      | 2 |                             |                             |
|  | Santos FC                   |                             |                        | 2 |                             |                             |
|  | CA Boca Juniors             | 0                           |                        |   |                             |                             |
|  | CA Boca Juniors             | 0                           | Match pour la 3e place |   |                             |                             |
|  |                             |                             |                        |   |                             |                             |
|  | 17 octobre 2010 à São Paulo |                             |                        |   |                             |                             |
|  |                             |                             |                        |   |                             |                             |
|  | Deportivo Quito             | 1                           |                        |   |                             |                             |
|  | Deportivo Quito             | 1                           |                        |   |                             |                             |
|  | CA Boca Juniors             | 2                           |                        |   |                             |                             |
|  | CA Boca Juniors             | 2                           |                        |   |                             |                             |